# Sarre-Palatinado
Sarre-Palatinado (em alemão:  Saarpfalz) é um distrito (kreis ou landkreis) da Alemanha localizado no estado do Sarre.

## Cidades e Municípios
| Cidades                                               | Municípios                             |
| ----------------------------------------------------- | -------------------------------------- |
| 1. Bexbach 2. Blieskastel 3. Homburg 4. Sankt Ingbert | 1. Gersheim 2. Kirkel 3. Mandelbachtal |
|                                                       |                                        |